# オフラ・ハザ

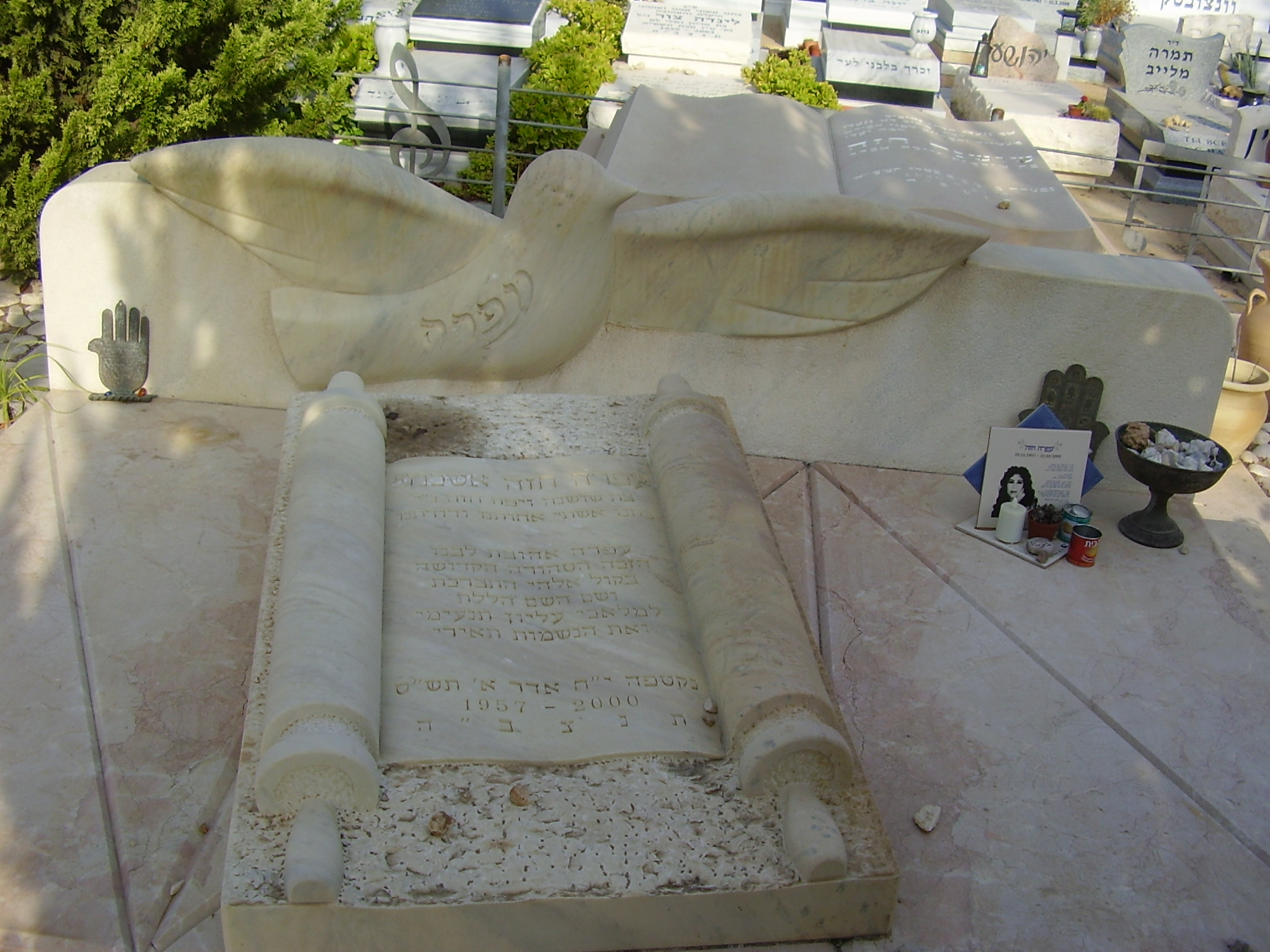
墓地

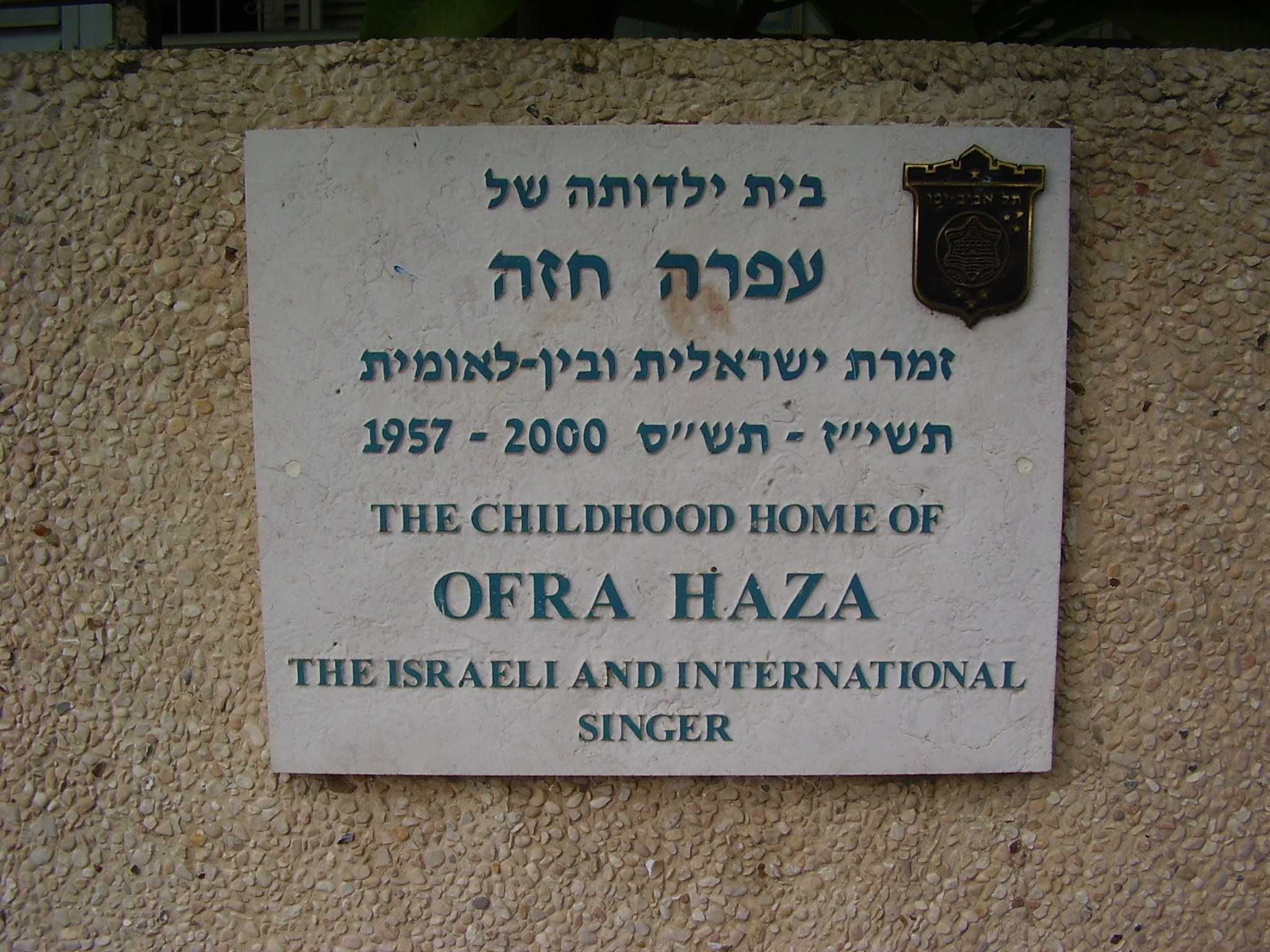
子供時代を過ごした家に設置された銘板

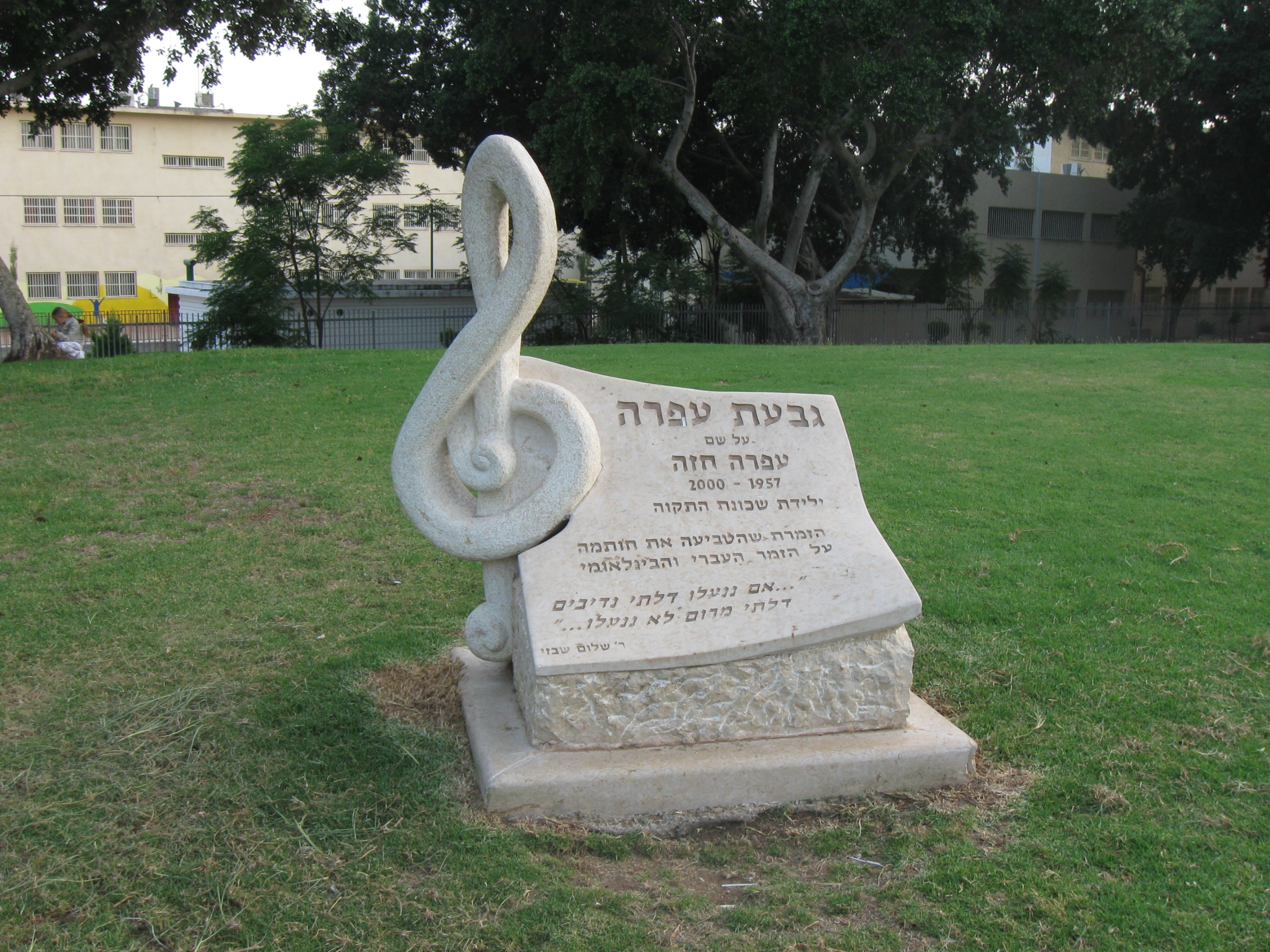
ハティクバ地区の庭園にある記念碑

オフラ・ハザ（עפרה חזה、Ofra Haza、1957年11月19日 - 2000年2月23日）は、イスラエル出身の女性歌手。伝統的な要素をミックスした曲調と歌声で、世界的な人気を得た。

## プロフィール
テルアビブにて、貧しいイエメン系難民家族の9人兄弟の末娘として生まれる。プロのシンガーだった母からイエメンのフォークソングを学ぶ。このことが、シングル「Im nin' alu」など後に欧米で賞賛を浴びることになるイエメン・ソング誕生のルーツとなっている。12歳で地元ハティクバの劇団に入団し、7年間団員として数々のレコーディングを行った。
18歳でレコード・デビュー。2年間の兵役義務を終えた後、劇団に戻り、ソロ活動も開始。1983年のユーロビジョン・ソング・コンテストに出場し、2位になった。
1988年にリリースされたアルバム『Shaday』に収録された「Im nin' alu」は、ヒップホップ・アーティスト、エリックB&ラキムの「Paid In Full-The Coldcut Remix」やM/A/R/R/Sの「Pump Up The Volume 」にサンプリング・ソースとして使用されクラブシーンに浸透した。これを機に「Im nin' alu」がシングルカットされ、1988年4月に全英チャート15位（Music Week）を記録。1992年にリリースしたアルバム『Kirya』にはイギー・ポップ、ルー・リードが参加。グラミー賞にノミネートされた。
アラビア語で歌っている楽曲も存在し、その影響からかアラブ圏でも大きな人気を得ていた。
1997年7月15日、ビジネスマンのドロン・アシュケナージと結婚。
2000年2月23日にエイズによる合併症のため逝去した。夫から感染したとも、流産した際の輸血が原因ともされる。当時の首相エフード・バラックは「オフラはハティクバの貧民町から身を起こし、イスラエル文化の頂点を登り詰めた。彼女は我々全てに偉大な足跡を残してくれた」との言葉をもって、ハザの死に哀悼の意を表している。なお夫のアシュケナージも2001年4月、ドラッグのオーバードースにより他界している。

## ディスコグラフィ

### Shechunat Hatikvah Workshop Theatre
- 1974年 - Ahava Rishona (First Love)
- 1976年 - Vehutz Mizeh Hakol Beseder (Aside From That All Is Ok)
- 1977年 - Atik Noshan (Ancient Old)

### ソロ・アルバム
- 1977年 - Shir HaShirim Besha'ashu'im (Song Of Songs with Fun)
- 1980年 - Al Ahavot Shelanu (About Our Loves) - על אהבות שלנו
- 1981年 - Bo Nedaber (Let's Talk) - בוא נדבר
- 1982年 - Pituyim (Temptations) - פיתויים
- 1982年 - Li-yeladim (Songs For Children)
- 1983年 - Hai (Alive) - חי
- 1983年 - Shirei Moledet A (Shirei Moledet 1) (Homeland Songs A)  - שירי מולדת
- 1984年 - Bayt Ham (A Place for Me) - בית חם
- 1984年 - Shirei Teyman - イエメン・ソングス (Yemenite Songs or Fifty Gates of Wisdom)
- 1985年 - Adamah (Earth) - אדמה
- 1985年 - Shirei Moledet B (Shirei Moledet 2) (Homeland Songs B) - שירי מולדת
- 1986年 - Yamim Nishbarim (Broken Days) - ימים נשברים
- 1987年 - Shirei Moledet C (Shirei Moledet 3) (Homeland Songs C) - שירי מולדת
- 1988年 - Shaday - シャダイ
- 1989年 - Desert Wind - デザート・ウインド
- 1992年 - Kirya - キリヤ (Shanachie盤とEast West盤では、曲目と参加アーティストが異なっている。)
- 1994年 - Kol Haneshama (My Soul)
- 1995年 - Star Gala
- 1997年 - Ofra Haza
- 1998年 - Ofra Haza At Montreux Jazz Festival

### ベスト・アルバム
- 1987年 - Album HaZahav (Golden Album)

- 1993年 - Oriental Nights

- 2000年 - Manginat Halev vol. 1 (Melody Of The Heart vol. 1) - מנגינת הלב
- 2004年 - Manginat Halev vol. 2 (Melody Of The Heart vol. 2) - מנגינת הלב
- 2007年 - The Remixes
- 2008年 - Forever Ofra Haza – Her Greatest Songs Remixed

### 主なシングル
- イム・ニン・アル（1988年）
- アイ・ウォント・トゥ・フライ（1989年）
- ダウ・ダ・ヒヤ（1992年）